# Kirche Hl. Großmärtyrer Georg (Užice)

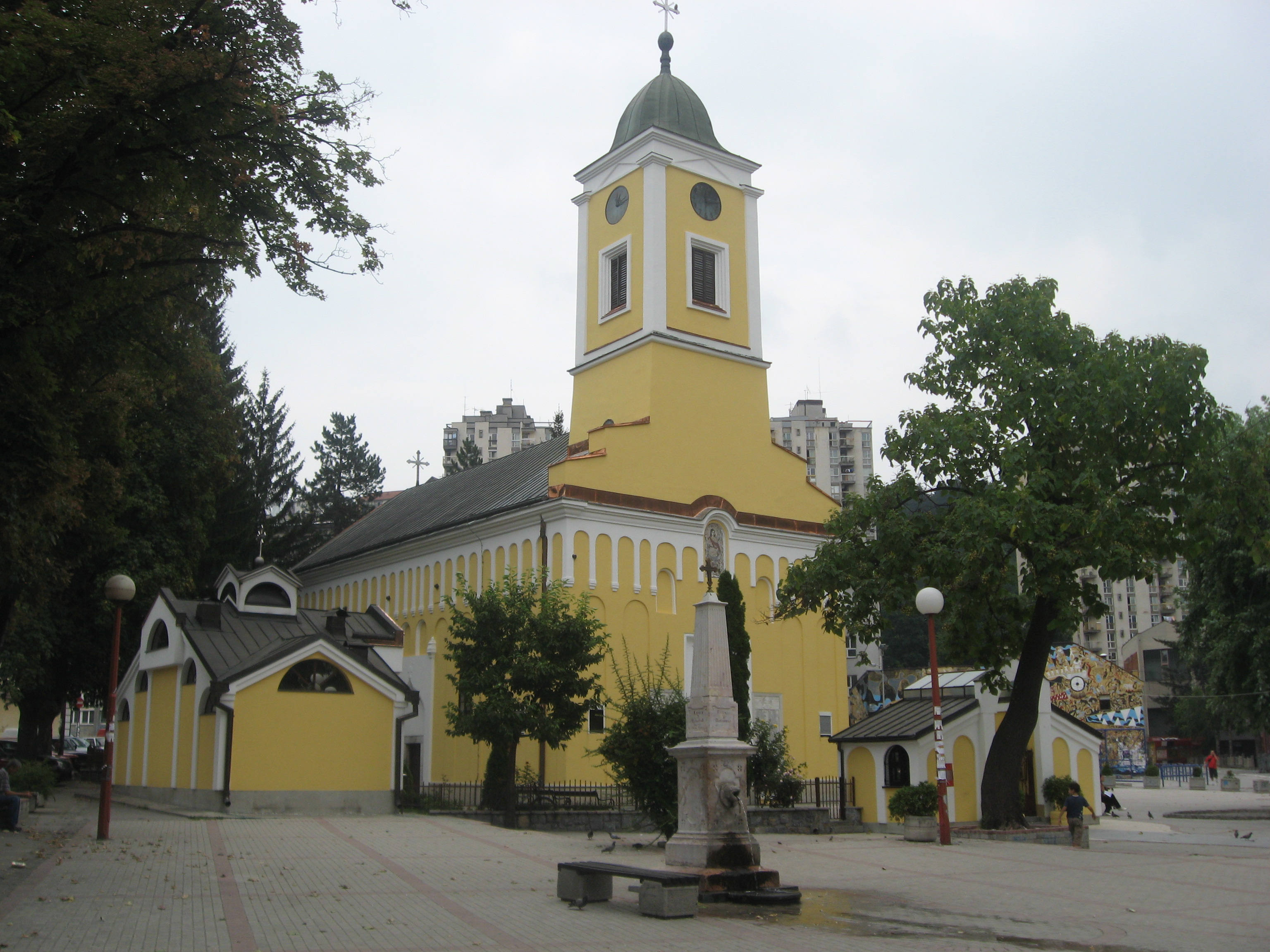
Die Kirche Hl. Großmärtyrer Georg in Užice, 2009

Die Kirche Hl. Großmärtyrer Georg (serbisch Црква Светог великомученика Георгија  Crkva Svetog velikomučenika Georgija) in Užice ist eine serbisch-orthodoxe Kirche in Serbien. Die Kirche wurde von 1842 bis 1844 erbaut. Sie ist dem Heiligen Großmärtyrer Georg geweiht. Die Kirche gehört zur Eparchie Žiča der Serbisch-Orthodoxen Kirche. Am 20. November 2014 feierte die Kirche ihr 170-jähriges Bestehen.

## Lage

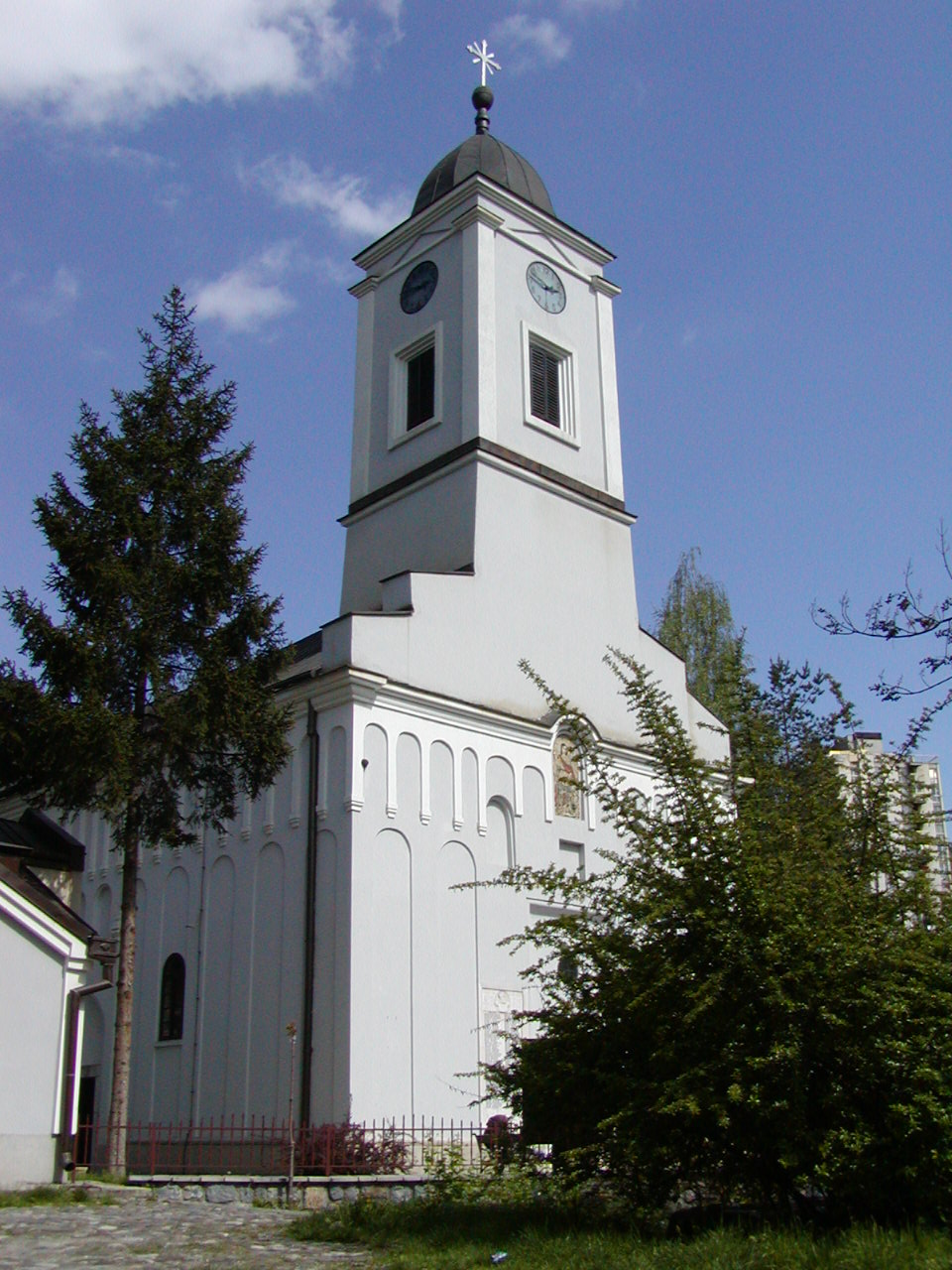
Die Kirche Hl. Großmärtyrer Georg, 2002

Die Kirche befindet sich im Zentrum der westserbischen Stadt Užice. Das Gotteshaus liegt nicht weit vom Ufer der Đetinja, einem linken Nebenfluss der  Westlichen Morava. Sie liegt am Sveti-Sava-Platz und der Žička Ulica.
Nahe der Kirche befinden sich das Rathaus, das Gericht, ein Stadtpark, die Polizeistation, ein Museum, das Krankenhaus, das Gymnasium, die Grundschule „Dušan Jerković“, die Lehrerfakultät, der Marktplatz und ein Hotel.

## Geschichte

### Baubeginn und Bauabschluss
In der Stadt stand vor dem Bau der Georgskirche nur die kleine Kirche Hl. Apostel Lukas aus dem Jahre 1828. Am 6. Februar 1840 verabschiedete die Stadtverwaltung von Užice, dass eine neue Kirche erbaut werden sollte und dieses Unternehmen 20.000 Groschen kosten würde.
Am 24. März 1840 lieh Fürst Mihailo Obrenović der Stadt die 20.000 Groschen, mit der Forderung, diese in acht Jahren zurückzuerhalten. Am 14. Mai wurden nochmals 5000 Taler zum Bau der Kirche geliehen. Am 6. Juli 1843 wurden noch einmal 500 Taler vom Fürsten Aleksandar Karađorđević geliehen. Mehr Geld wollte er aber nicht mehr geben, da er im Jahr zuvor schon 2000 Taler zur Fertigstellung der Kirche verliehen hatte. So sammelten die Bürger der Stadt das letzte Geld selbst. Trotz der Geldspenden gelten, die Bürger von Užice als die Ktitoren (Stifter) der Georgskirche.
Auf die Forderung von wohlhabenden Kaufleuten, der ärmeren Bevölkerung und prominenter Bürger der Stadt wurde mit dem Bau der Kirche Hl. Großmärtyrer Georg 1842 im Zentrum der Stadt begonnen, er dauerte bis 1844. Baumeister der Kirche waren die aus Kragujevac stammenden Architekten Nastas Sefanović und Paun Antonijević. Die neue Kirche wurde aus festerem und besserem Material erbaut als die früheren Kirchen der Stadt. Die Kirche wurde in zwei Jahren fertiggestellt und 1844 von Bischof von Užice Nikifor (Maksimović) geweiht. Die Georgskirche besitzt ein einschiffiges Kirchenschiff mit halbrunder Apsis, Chor und rechteckigen Räumen.
Zur Zeit des Fürsten Aleksandar Karađorđević von Serbien, des Erzbischofs von Belgrad und Karlovci sowie des serbischen Metropoliten Petar (Jovanović) und des Bischofs von Užice Nikifor (Maksimović) wurden die Ikonen der Ikonostase und die schlichten Fresken von den berühmten Malern, Dimitrije Posniković und Milija Marković aus Karlovac gemalt.
Von der Ikonostase sind nur noch die Zarentür und die nördliche Tür erhalten, während die südliche Tür bei einem Brand 1955 zerstört wurde. Am Chor sind Fresken mit Abbildern serbischer Heiliger abgebildet. An der Südwand der Kirche steht eine Inschrift dass, Posniković und Marković, die Fresken zu Christi Himmelfahrt 1851 fertiggestellt haben. Auf dem Kirchturm wurde 1859 die erste öffentliche Uhr der Stadt angebracht.

### Erster Weltkrieg
Die Kirche besaß drei Glocken, von denen zwei erhalten sind. Die älteste und lange Zeit einzige Kirchenglocke wurde 1846 vom Prinzen Aleksandar Karađorđević der Stadt Užice geschenkt und wurde in der Werkstatt von Stefan Bota aus Vršac gegossen. 1910 wurden  bei der Erneuerung des Kirchturmes zwei weitere Kirchenglocken hinzugefügt. Eine der zwei neuen Kirchenglocken wurde 1916, zur Zeit des Ersten Weltkriegs von den Österreichern abmontiert und wahrscheinlich zu Kanonenkugeln geschmolzen.
In der Zeit zwischen den Weltkriegen wurden rechts und links des Kirchenhaupteingangs zwei Gedenktafeln angebracht, die an die 279 toten Soldaten von 1912 bis 1918 aus Užice und den umliegenden Dörfern gedenken.

### Zweiter Weltkrieg
Im Zweiten Weltkrieg erlitt die Kirche großen Schaden. Nach dem Berichten des damaligen Priester der Kirche Radosav Simić, wurde die Kirche 1941 beim Kampf um die Stadt von deutschen Artilleriegranaten schwer getroffen was zu schweren Außen- sowie Innenschäden führte. Drei Jahre später am 23. November 1944 wurden bei einem alliierten Luftangriff die Stadt sowie die Kirche nochmals schwer getroffen. Schon 1945 mit dem Ende des Krieges wurden die größten Kriegsschäden, im nun kommunistischen Jugoslawien beseitigt.

### Restaurierung und großer Brand von 1955
1954 wurde die Kirche des Hl. Großmärtyrer Georg als wichtiges Baudenkmal unter den Schutz des Staates gestellt. Von 1954 bis 1956 wurde die Kirche immer wieder renoviert, vor allem nach den großen Brand von 1955. In der Nacht vom 29. November zum 30. November 1955 brach ein Feuer in der Kirche aus das 10 Tage dauerte und im ganzen Land für Aufregung sorgte. Dem Brand fielen 12 Ikonen der rechten Ikonostasenseite, das ganze hölzerne Mobiliar und künstlerisch wertvolle Kapitäle an den Säulen im Kircheninnenraum zu Opfer. Auch die restliche Ikonostase war schwer beschädigt worden und bedurfte einer Restaurierung. Zudem waren auch die Fresken mehr oder weniger beschädigt worden und verrußt.
Deshalb bat die Kirchgemeinde beim Institut für Denkmalschutz in Belgrad um Hilfe bei den Restaurierungsarbeiten. Das Institut übernahm die Restaurierungsleitung und diese führten Konstantin Đorđević und Dušan Brajović unter Leitung von Jaroslav Kratina aus. Im August 1956 war die größte Restaurierung an der Kirche beendet worden und die Spuren des Brandes waren nicht mehr zu erkennen.

### Restaurierung von 1990 bis 2009
1990 bekam die Kirche ein neues Kupferdach. 1998 wurde neben der Kirche eine Kapelle erbaut, die zum Anzünden von Kerzen dient. Auch wurde der Kirchhof verschönert und die zwei Kirchenläden zu Verkauf von Ikonen und Kerzen vergrößert. Mit dem Bau der Kapelle wurden die Kerzenständer aus der Kirche entfernt, dadurch den jahrzehnten langen Kerzenrauch die Fresken der Kirche immer mehr verrußten. Auch wurde angefangen die Kirche auf eine neue große Restaurierung vorzubereiten.
Am 1. Februar 1999 wurde mit der Erneuerung der Ikonostase, der Ikonen und der Fresken begonnen. Die Leitung der Restaurierungsarbeiten übernahm Miodrag Marković aus Valjevo und der mit Schülern aus der Akademie der Serbisch-orthodoxen Kirche in Belgrad, alle gebürtig aus Užice die Restaurierung durchführte.
Während die Arbeiten an der Kirche ausgeführt worden und Geldspenden gesammelt worden um diese weiter ausführen zu können. Wurde das damalige Restjugoslawien (Serbien und Montenegro) von der NATO im Kosovokrieg bombardiert. Durch diese Situation wollte man die Restaurierung vorzeitig beenden, jedoch arbeiteten die Restauratoren weiter und beendet die Arbeit so gut sie konnten.
Auch 2000 wurde die Arbeit weitergeführt, die komplette Ikonostase wurde erneuert, vor allem die aus dem Brand 1955 beschädigte rechte Seite der Ikonostase mit ihren 130 Bestandteilen. Auch wurden der Bischofs- sowie der Metropolitenthron, die kompletten Fresken, die Ornamente an den Eingängen und Fenstern und die Fassade der Kirche erneuert. Auch bekam die Kirche neue Fenster.
2004 bekam die Kirche eine Fußbodenheizung, sowie einen neuen Marmorboden. 2009 wurde die Kirchenfassade in einem Gelbton neu gestrichen.